# Westraltrachia subtila
Westraltrachia subtila é uma espécie de gastrópode  da família Camaenidae.
É endémica da Austrália.